# 阿尔内·雷尼
阿尔内·雷尼（芬蘭語：Aarne Reini，1906年8月6日—1974年2月23日），芬兰男子摔跤运动员。他曾代表芬兰参加1932年和1936年夏季奥林匹克运动会摔跤比赛，其中1936年奥运会获得一枚银牌。